# Antonietta Gonsalvus

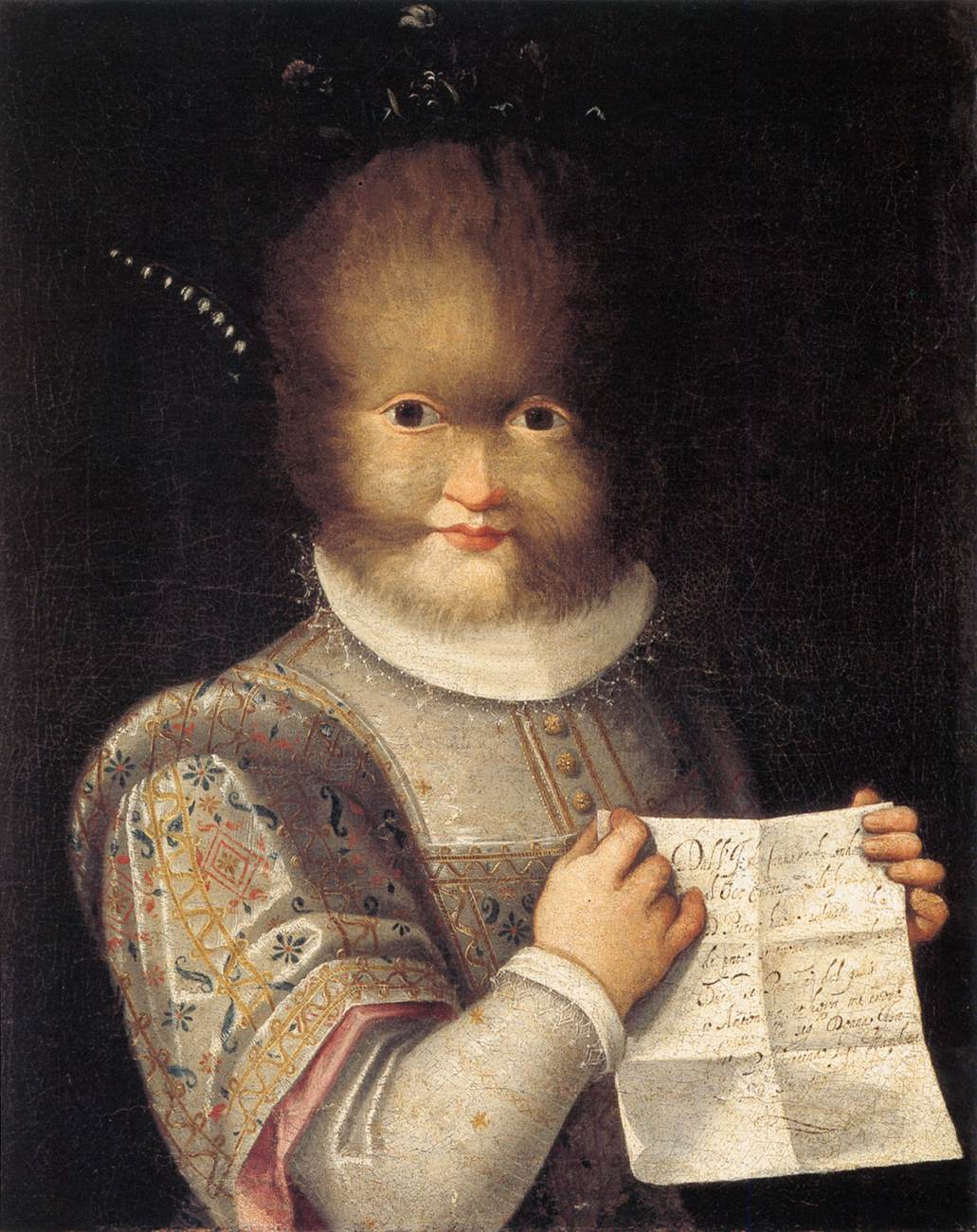
Retrato de Antonietta Gonsalvus por Lavinia Fontana, 1583.

Antonietta Gonsalvus (Antonia González en idioma español, y más conocida como Tognina Gonsalvus; Isla de Francia, 1572-Capodimonte, Italia; ¿?) fue una de las hijas del célebre Petrus Gonsalvus (más conocido como el Salvaje Gentilhombre de Tenerife).
Es famosa por haber padecido (al igual que su padre y tres de sus cinco hermanos) la enfermedad de la hipertricosis. Siendo el de su familia el caso más antiguo de los que se han descrito en Europa de esta enfermedad.
Fue abundantemente representada en varias pinturas, generalmente junto a su familia. Creció en Fontainebleau, donde formó parte de la corte del rey Enrique II de Francia. Se sabe que de los seis hijos que su padre tuvo con su madre, Catherine (una bella mujer parisina), fue Antonietta quien había heredado el carácter de su padre y un gran parecido físico.
Nacida y criada en la corte francesa, Antonietta participaba habitualmente en actividades sociales, vestida con los voluminosos trajes de la corte. Entre 1580 y 1590, Petrus Gonsalvus y su familia viajaron a Italia, donde se menciona la estancia de la familia en la corte de Margarita de Parma. No se sabe a ciencia cierta en qué año murió Antonietta, pero sí se sabe que murió supuestamente en Capodimonte (Viterbo), donde también había muerto su padre.
El retrato que acompaña este artículo fue usado en el videojuego de terror Layers of Fear, publicado en 2016.